# Olympische Sommerspiele 2024/Teilnehmer (Uruguay)
| Gelbes Symbol für Goldmedaillen mit stilisierten Olympischen Ringen | Graues Symbol für Silbermedaillen mit stilisierten Olympischen Ringen | Braundes Symbol für Bronzemedaillen mit stilisierten Olympischen Ringen |
| ------------------------------------------------------------------- | --------------------------------------------------------------------- | ----------------------------------------------------------------------- |
| —                                                                   | —                                                                     | —                                                                       |

Uruguay nahm an den Olympischen Spielen 2024 vom 26. Juli bis zum 11. August 2024 in Paris teil. Es war die insgesamt 23. Teilnahme an Olympischen Sommerspielen.

## Teilnehmer nach Sportarten

### Judo
Über die IJF-Weltrangliste konnte sich ein uruguayischer Judoka im Halbmittelgewicht der Männer qualifizieren.
| Athleten         | Wettbewerb       | 1. Runde | 1. Runde | 2. Runde  | 2. Runde | Achtelfinale  | Achtelfinale  | Viertelfinale | Viertelfinale | Halbfinale / Trostrunde | Halbfinale / Trostrunde | Finale / Platz 3 | Finale / Platz 3 | Rang |
| Athleten         | Wettbewerb       | Gegner   | Ergebnis | Gegner    | Ergebnis | Gegner        | Ergebnis      | Gegner        | Ergebnis      | Gegner                  | Ergebnis                | Gegner           | Ergebnis         | Rang |
| ---------------- | ---------------- | -------- | -------- | --------- | -------- | ------------- | ------------- | ------------- | ------------- | ----------------------- | ----------------------- | ---------------- | ---------------- | ---- |
| Männer           |                  |          |          |           |          |               |               |               |               |                         |                         |                  |                  |      |
| Alain Aprahamian | Klasse bis 81 kg | Freilos  | Freilos  | T. Nagase | 0:10     | ausgeschieden | ausgeschieden | ausgeschieden | ausgeschieden | ausgeschieden           | ausgeschieden           | ausgeschieden    | ausgeschieden    | 17   |

### Kanu

#### Kanurennsport
| Athleten     | Wettbewerb | Vorlauf     | Vorlauf | Viertelfinale | Viertelfinale | Halbfinale  | Halbfinale | A/B-Finale            | A/B-Finale | Rang |
| Athleten     | Wettbewerb | Zeit        | Rang    | Zeit          | Rang          | Zeit        | Rang       | Zeit                  | Rang       | Rang |
| ------------ | ---------- | ----------- | ------- | ------------- | ------------- | ----------- | ---------- | --------------------- | ---------- | ---- |
| Männer       |            |             |         |               |               |             |            |                       |            |      |
| Matías Otero | K1 1000 m  | 3:43,65 min | 5       | 3:30,81 min   | 2             | 3:48,91 min | 9          | B-Finale: 3:30,48 min | 6          | 14   |

### Leichtathletik
Laufen und Gehen
| Athleten            | Wettbewerb | Vorlauf      | Vorlauf | Hoffnungslauf | Hoffnungslauf | Halbfinale    | Halbfinale    | Finale        | Finale        | Rang          |
| Athleten            | Wettbewerb | Zeit         | Rang    | Zeit          | Rang          | Zeit          | Rang          | Zeit          | Rang          | Rang          |
| ------------------- | ---------- | ------------ | ------- | ------------- | ------------- | ------------- | ------------- | ------------- | ------------- | ------------- |
| Frauen              |            |              |         |               |               |               |               |               |               |               |
| María Pía Fernández | 1500 m     | 4:19,30 min  | 15      | 4:16,46 min   | 12            | ausgeschieden | ausgeschieden | ausgeschieden | ausgeschieden | ausgeschieden |
| Männer              |            |              |         |               |               |               |               |               |               |               |
| Santiago Catrofe    | 5000 m     | 13:56,40 min | 14      | —             | —             | —             | —             | ausgeschieden | ausgeschieden | ausgeschieden |

Springen und Werfen
| Athleten      | Wettbewerb | Qualifikation | Qualifikation | Finale        | Finale        | Rang |
| Athleten      | Wettbewerb | Weite/Höhe    | Rang          | Weite/Höhe    | Rang          | Rang |
| ------------- | ---------- | ------------- | ------------- | ------------- | ------------- | ---- |
| Männer        |            |               |               |               |               |      |
| Emiliano Lasa | Weitsprung | 7,87 m        | 13            | ausgeschieden | ausgeschieden | 13   |

### Radsport
Über die Panamerika-Meisterschaften 2023 erreichte Uruguay einen Startplatz im Straßenrennen der Männer.

#### Straße
| Athleten      | Wettbewerb    | Zeit      | Rang |
| ------------- | ------------- | --------- | ---- |
| Männer        |               |           |      |
| Eric Fagúndez | Straßenrennen | 6:28:31 h | 55   |

### Rudern
Bei der amerikanischen Qualifikationsregatta in Rio de Janeiro konnte ein Quotenplatz im Einer der Männer erreicht werden.
| Athleten      | Wettbewerb | Vorlauf     | Vorlauf | Vorlauf       | Hoffnungslauf / Viertelfinale | Hoffnungslauf / Viertelfinale | Hoffnungslauf / Viertelfinale | Halbfinale  | Halbfinale | Halbfinale    | Finale      | Finale | Rang |
| Athleten      | Wettbewerb | Zeit        | Rang    | Qualifikation | Zeit                          | Rang                          | Qualifikation                 | Zeit        | Rang       | Qualifikation | Zeit        | Rang   | Rang |
| ------------- | ---------- | ----------- | ------- | ------------- | ----------------------------- | ----------------------------- | ----------------------------- | ----------- | ---------- | ------------- | ----------- | ------ | ---- |
| Männer        |            |             |         |               |                               |                               |                               |             |            |               |             |        |      |
| Bruno Cetraro | Einer      | 7:04,04 min | 2       | Viertelfinale | 6:51,43 min                   | 3                             | Halbfinale A/B                | 7:08,29 min | 5          | B-Finale      | 7:22,71 min | 6      | 12   |

### 7er-Rugby
Uruguay gewann das südamerikanische Qualifikationsturnier im heimischen Montevideo und qualifizierte sich somit für Paris. Erstmals wird Uruguay damit im 7er-Rugby bei Olympischen Spielen vertreten sein.
| Wettbewerb         | Männer |
| ------------------ | --- |
| Athleten           | Baltazar Amaya Felipe Arcos Diego Ardao Bautista Basso Tomás Etcheverry Ignacio Facciolo Juan González Valentin Grille Guillermo Lijtenstein James McCubbin Juan Manuel Tafernaberry Mateo Viñals |
| Trainer            | Ivo Martin Dugonjic |
| Gruppenphase       | Fidschi (12:40) Frankreich (12:19) Vereinigte Staaten (17:33) |
| Viertelfinale      | ausgeschieden |
| Halbfinale         | ausgeschieden |
| Finale             | ausgeschieden |
| Platzierungsspiele | Kenia (14:19) Japan (21:10) |
| Rang               | 11 |

### Schwimmen
| Athleten     | Wettbewerb     | Vorlauf     | Vorlauf | Halbfinale    | Halbfinale    | Finale        | Finale        | Rang |
| Athleten     | Wettbewerb     | Zeit        | Rang    | Zeit          | Rang          | Zeit          | Rang          | Rang |
| ------------ | -------------- | ----------- | ------- | ------------- | ------------- | ------------- | ------------- | ---- |
| Frauen       |                |             |         |               |               |               |               |      |
| Nicole Frank | 200 m Lagen    | 2:18,00 min | 30      | ausgeschieden | ausgeschieden | ausgeschieden | ausgeschieden | 30   |
| Männer       |                |             |         |               |               |               |               |      |
| Leo Nolles   | 100 m Freistil | 50,58 s     | 47      | ausgeschieden | ausgeschieden | ausgeschieden | ausgeschieden | 47   |

### Segeln
Bei den Panamerikanischen Spielen 2023 qualifizierte sich im 49er ein erstes uruguayisches Boot für die Olympischen Spiele. Bei den ILCA-Weltmeisterschaften 2024 kam im Laser Radial der Frauen ein weiteres Boot hinzu.
| Athleten                     | Wettbewerb   | Qualifikation | Qualifikation | Medal Race    | Medal Race    | Punkte | Rang |
| Athleten                     | Wettbewerb   | Punkte        | Rang          | Punkte        | Rang          | Punkte | Rang |
| ---------------------------- | ------------ | ------------- | ------------- | ------------- | ------------- | ------ | ---- |
| Frauen                       |              |               |               |               |               |        |      |
| Dolores Moreira              | Laser Radial | 157           | 22            | ausgeschieden | ausgeschieden | 157    | 22   |
| Männer                       |              |               |               |               |               |        |      |
| Fernando Diz Hernán Umpierre | 49er         | 94            | 9             | 16            | 8             | 110    | 10   |

### Taekwondo
Beim panamerikanischen Qualifikationsturnier erreichte María Sara Grippoli einen Startplatz im Federgewicht der Frauen. Erstmals wird Uruguay damit im Taekwondo bei den Olympischen Spielen am Start sein.
| Athleten            | Wettbewerb       | Achtelfinale | Achtelfinale | Viertelfinale | Viertelfinale | Hoffnungsrunde Halbfinale | Hoffnungsrunde Halbfinale | Halbfinale    | Halbfinale    | Hoffnungsrunde Finale | Hoffnungsrunde Finale | Finale        | Finale        | Rang |
| Athleten            | Wettbewerb       | Gegner       | Ergebnis     | Gegner        | Ergebnis      | Gegner                    | Ergebnis                  | Gegner        | Ergebnis      | Gegner                | Ergebnis              | Gegner        | Ergebnis      | Rang |
| ------------------- | ---------------- | ------------ | ------------ | ------------- | ------------- | ------------------------- | ------------------------- | ------------- | ------------- | --------------------- | --------------------- | ------------- | ------------- | ---- |
| Frauen              |                  |              |              |               |               |                           |                           |               |               |                       |                       |               |               |      |
| María Sara Grippoli | Klasse bis 49 kg | A. Cerezo    | 0:2          | ausgeschieden | ausgeschieden | ausgeschieden             | ausgeschieden             | ausgeschieden | ausgeschieden | ausgeschieden         | ausgeschieden         | ausgeschieden | ausgeschieden | 11   |